# Blechreiz
Blechreiz ist eine Ska-Band aus Berlin.

## Bandgeschichte
1983 im Süden von West-Berlin gegründet, eroberte sich die Formation im Laufe der Jahre eine herausragende Stellung als Berliner Live-Band, sowie als eine der wichtigsten Vertreter der Deutschen Ska-Szene in den 1990er Jahren.
Die Spielart der Musikrichtung Ska der frühen 1980er Jahre von britischen Bands wie Madness, The Specials, Bad Manners, The Beat, The Selecter und The Bodysnatchers sowie New-Wave-, Rock- (z. B. The Jam) und Punk-Bands (z. B. The Clash) waren Vorbilder für die Bandmitglieder von Blechreiz.
Die Band setzte fast ausschließlich auf selbst komponierte, getextete und arrangierte Songs. Diverse Umbesetzungen ließen den Stil über die Jahre variieren.
Im Sommer 1989 war mit der „einzigen Ska-Band aus Ost-Berlin“ Michele Baresi eine gemeinsame Tour durch die noch sicher eingemauerte DDR geplant, die zunächst dem Vor-Wende-Verwaltungschaos zum Opfer fiel, aber nach Mauerfall im Frühjahr 1990 umgesetzt wurde. In vielen der in dieser Zeit von Blechreiz bespielten Konzert-Hallen war die Band nicht selten die erste „West-Band“.
So gehörten Ende der 1980er und zu Beginn der 1990er Jahre Blechreiz mit Skaos aus dem bayrischen Krumbach, No Sports aus Stuttgart, The Blue Beat aus Jülich, The Braces aus Köln, El Bosso & die Ping-Pongs aus Münster und The Busters aus Wiesloch zu den ersten Wegbereitern der Deutschen Ska-Szene und absolvierten miteinander zahlreiche Konzerte.
In den Folgejahren machten viele Konzerte und Touren in Deutschland, aber auch Gastspiele in Frankreich, London, Nord-Italien, Belgien, Österreich und Polen die Band mit ihrer Bühnenshow bekannt.
Ska war auch immer eine Musik für Skinheads. Blechreiz sympathisierte stets mit antirassistischen und antifaschistischen Skinheads und der weltweit verbreiteten antirassistischen Bewegung SHARP (SkinHeads Against Racial Prejudice / Skinheads gegen Rassismus).
1993 wählte das Berliner Konzertpublikum Blechreiz zur Besten Live-Band Berlins. Ein Konzert mit vielen Gast-Stars im Berliner Tempodrom erzeugte ein großes Presse-Echo.
Ab 1994 wurde mit der Volxmusik-Band Apparatschik das Projekt SKASDROWJE ins Leben gerufen und als Big-Band slawische Folklore im Ska-Rhythmus auf diversen Festivals dargeboten.
1995 wurde der Fernsehfilm „Which Side Are You On – Ska in Berlin“ gedreht, in dem Porträts der beiden Ska-Bands Blechreiz (aus West-Berlin) und Michele Baresi (aus Ost-Berlin) filmisch gezeichnet wurden.
1996 machten Blechreiz ihre große Abschiedstour durch Deutschland, das letzte Konzert gaben sie schließlich im SO36 in Berlin-Kreuzberg.
2008 gründet sich Blechreiz in Originalbesetzung der 90er wieder. Das Pilotkonzert fand am 29. Februar 2008 im Roten Salon in Berlin-Mitte, statt. Seitdem hat die Band ein neues Album auf den Markt gebracht und Konzerte in verschiedenen deutschen Städten und der Tschechischen Republik gespielt.
2022 veröffentlichten Blechreiz ein Album mit dem Titel „Flight Of The Bumble Bee“ (auf CD mit 16 Tracks und auf Vinyl-LP mit 13 Tracks), bei dem die Ska Band Memoria Insuficiente aus Bogota, Kolumbien mitwirkte.
Im September 2023 begannen Blechreiz, ausgewählte Jubiläumskonzerte anlässlich ihres 40-jährigen Bestehens, verstreut in der ganzen Republik, zu spielen.

## Diskografie

### Alben
- 2022: Flight of the Bumble Bee, CD Edition (Pork Pie Records, PP CD 01943) + limited Vinyl Edition (Smith & Miller Records, SMR LP015)
- 2021: Who Napped JB - 30 Years Reissue, limited Vinyl Edition (Black Butcher Records / Mad Butcher Records)
- 2009: Those were are the Days – Live-CD (Blechreiz / Pork Pie)
- 1995: Schnaps oder Suppe – Live-LP-CD (Traumton / Zensor)
- 1994: Rude Gangsters – LP-CD (Traumton / Zensor)
- 1993: Which Side Are You On? (Traumton / Zensor)
- 1991: Who Napped JB – CD inkl. Bonustracks (Rude Records)
- 1990: Who Napped JB (Rude Records)
- 1988: Out Tonight (Tape-Recording/Blechreiz)

### EPs
- 2012: Zwei zum Preis von einem – EP-CD (Blechreiz / Pork Pie)
- 2011: Es werde Ska! – EP-CD (Blechreiz / Pork Pie)
- 2009: The Wong Sessions – EP-CD (Blechreiz / Pork Pie)
- 1996: Die Jungs sind wieder da – EP-CD (Blechreiz)
- 1994: Rude Gangsters – EP-CD (Traumton / Zensor)
- 1993: Loving Couple – EP-CD (Traumton / Zensor)

## Filmografie
- „Out Tonight“ – Video-Clip (Adrian)
- „Winner of Senats-Rockwettbewerb“ – Videomitschnitt
- „Live im KOB“ – 10-Minuten-Feature (Fishfinger-Productions)
- „1199“ – Gastauftritt beim ehemaligen DDR-Fernsehen
- „Ska in Berlin“ – ORB Ostdeutscher Rundfunk Brandenburg – Reportage zum 10-jährigen Band-Bestehen
- „Berlin-Warszawa“ – Live-Mitschnitt des 1. Polnischen Fernsehens vom Freundschafts-Konzert in Warschau
- „Which Side Are You On?“ – Fernseh-Dokumentarfilm (Arte / Yildiz Film)